# Belsize Park (métro de Londres)
Belsize Park est une station de la Northern line, branche Edgware, du métro de Londres, en zone 2. Elle est située à Belsize Park, sur le territoire du borough londonien de Camden.
Son bâtiment est classé Grade II listed building.

## À proximité
- Belsize Park